# O Rei do Rio
O Rei do Rio è un film del 1985 diretto da Fábio Barreto.

## Trama
Due amici si arricchiscono con il gioco d'azzardo clandestino ma, ben presto, diventano rivali.

## Produzione
Il film fu prodotto dall'Embrafilme e Luiz Carlos Barreto Produções Cinematográficas.

## Distribuzione
Il film fu distribuito dall'Embrafilme.